# Lampsilis altilis
Lampsilis altilis és una espècie de mol·lusc bivalve pertanyent a la família Unionidae.

## Descripció
- És un musclo de mida mitjana (poques vegades fa més de 100 mm de longitud).
- La closca és gairebé de forma ovalada.
- El color varia de marró groguenc a negre i marcat amb ratlles fines.
- El nacre és blanc i sembla iridescent a la regió posterior.[1]

## Hàbitat
Viu a l'aigua dolça.

## Distribució geogràfica
Es troba als Estats Units: Alabama, Geòrgia i Tennessee.

## Estat de conservació
Les seues amenaces principals són la sedimentació, la degradació de la qualitat de l'aigua i les modificacions esdevingudes al seu hàbitat.